# Udo Segreff
Udo Segreff (* 20. Juli 1973 in Hannover) ist ein deutscher Sledge-Eishockeyspieler.

## Karriere
Mit 26 Jahren begann Udo Segreff, Sledge-Eishockey zu spielen. Im Herbst 1999 nahm er an seinem ersten Sledgeeishockeyspiel teil. Sein damaliger Heimatverein, die RSG Hannover 94, baute innerhalb von zwei Jahren die erste Sledge-Eishockeymannschaft in Hannover auf. Nachdem 1998 in Dresden und 1999 in Bremen neue Mannschaften gegründet wurden, wurde im Jahr 2000 der offizielle Spielbetrieb der Deutschen Sledge-Eishockey Liga aufgenommen, aus dem die RSG als erster Deutscher Meister hervorging. 

### International
Im Jahre 2001 war Segreff mit einer Deutschland-Auswahl erstmals international aktiv. Er wurde mit der deutschen Nationalmannschaft im April 2005 Europameister, wurde dabei Topscorer des Turniers und qualifizierte sich mit dem Nationalteam für die Winter-Paralympics 2006 in Turin. Bei diesen Paralympischen Spielen belegte das deutsche Team den vierten Platz.
Die Qualifikation für die Paralympischen Spiele 2014 in Sotschi verpasse er mit dem deutschen Team. 2016 wurde Udo Segreff wieder in die Nationalmannschaft berufen spielte 2017 bei der Weltmeisterschaft in Südkorea, um die Qualifikation zu den Paralympischen Spielen 2018 zu schaffen.

## Erfolge
- Deutscher Meister 2001, 2002, 2003, 2004, 2005, 2006, 2007, 2009, 2010, 2011,  2012

- 7. Platz Weltmeisterschaft 2004
- 1. Platz Europameisterschaft 2005 und Topscorer des Turniers
- 4. Platz Paralympics 2006
- 3. Platz Europameisterschaft 2007
- 5. Platz Weltmeisterschaft 2008
- 8. Platz Weltmeisterschaft 2009
- 6. Platz Europameisterschaft 2011 und Topscorer des Turniers
- 3. Platz Weltmeisterschaft (B) 2012 Novi Sad / Serbien
- 1. Platz Weltmeisterschaft (B) 2013 Nagano / Japan

Udo Segreff war neunmal Topscorer der Bundesliga und ist damit All-Time-Topscorer der Bundesliga. Er ist zudem Topscorer der Nationalmannschaft. 2011 erreichte Udo Segreff die 500 Scorerpunkte-Marke und steht heute (2013) bei 413 Toren und 230 Vorlagen.

## Auszeichnungen
- Sportlermedaille des Landes Niedersachsen 2010 für sportliche Leistung in der Mannschaft